# Link sponsorowany
Link sponsorowany – reklama w postaci najczęściej tekstu. Jest jedną z form reklamy internetowej.
Linki sponsorowane mogą być wyświetlane w kilku miejscach na stronie wyników wyszukiwarki internetowej:
- nad organicznymi wynikami wyszukiwania (maksymalnie 4 reklamy tekstowe)
- pod wynikami organicznymi (maksymalnie 3 reklamy tekstowe)
- obok organicznych wyników wyszukiwania (maksymalnie 9 reklam produktowych ze zdjęciem)[1]

Linki sponsorowane są wywoływane po frazach kluczowych w odpowiednim kontekście, wpisywanych do wyszukiwarki, co zwiększa ich skuteczność i dopasowanie przekazu do odbiorcy. Linki sponsorowane wykorzystują przyjazny reklamodawcom sposób rozliczenia działa reklamowych. Opłata pobierana jest wyłącznie za wejście przez użytkownika na docelową stronę internetową, a w związku z tym reklamodawca płaci wyłącznie za efekt (CPC – Cost per click).
Linki sponsorowane posiadają przewagę nad innymi formami reklamy w Internecie. Do głównych zalet zalicza się:
- Trafność – dotarcie do osób poszukujących danego produktu lub usługi
- Szybkość – linki sponsorowane widoczne są w wyszukiwarce internetowej zaraz po utworzeniu kampanii
- Mierzalność – możliwość uzyskania szczegółowych danych statystycznych dotyczących skuteczności działań
- Elastyczność – reklamodawca ma możliwość dokonywania zmian w prowadzonych kampaniach, których efekt widoczny jest natychmiast
- Efektywność – rozliczenie wyłącznie za przejście użytkownika na stronę internetową.